# Dongxi Liandao
Dongxi Liandao är en ö i Kina. Den ligger i provinsen Jiangsu, i den östra delen av landet, omkring 310 kilometer norr om provinshuvudstaden Nanjing. Arean är 6,4 kvadratkilometer. Den sträcker sig 3,4 kilometer i nord-sydlig riktning, och 5,4 kilometer i öst-västlig riktning.
Genomsnittlig årsnederbörd är 1 166 millimeter. Den regnigaste månaden är juli, med i genomsnitt 344 mm nederbörd, och den torraste är januari, med 12 mm nederbörd.